# Canala
Pour l'araignée, voir Canala (genre).
Canala (Xârâcùù dans la langue éponyme) est une commune de Nouvelle-Calédonie située sur la côte Est de la Grande Terre en Province Nord, entre Thio (46 km au sud-est) et Kouaoua (40 km au nord-ouest), et à 166 km de Nouméa.
La commune fait partie de l'aire coutumière Xaracuu. La langue régionale kanake y est le nââ Xârâcùù. Le nââ Xârâgurè est parlée dans la région de Nakéty. 

## Géographie
Si l’on vient de Thio, il faut emprunter la route à horaires (qui fonctionne en sens unique alterné de 7 h à 17 h), sinueuse et escarpée, par le col de Petchécara, avec un fabuleux panorama. 

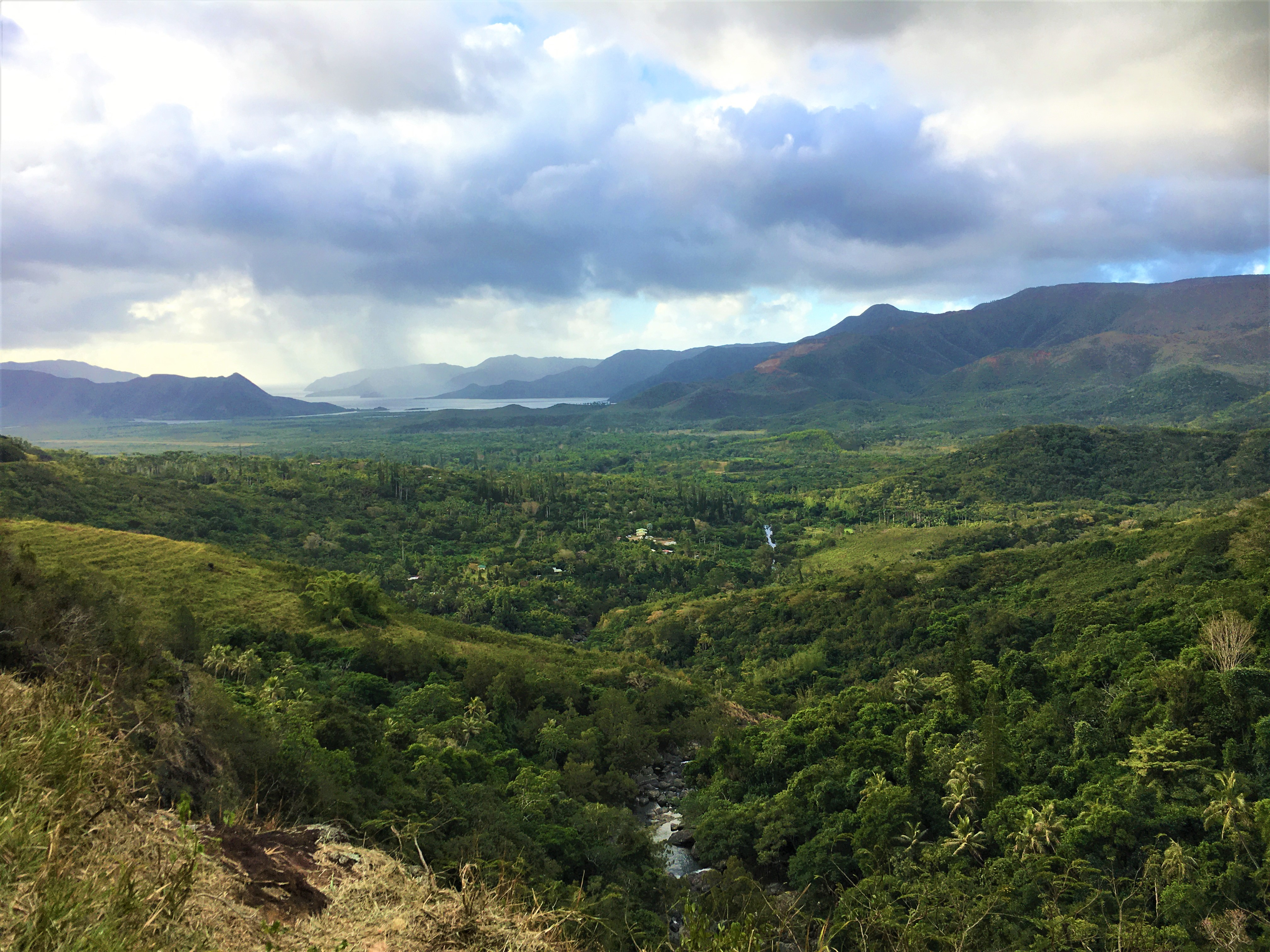
Paysage de Canala.

Le chemin traverse les vallées de la Dothio et de la Pehanno. Par temps clair, on aperçoit les Iles Loyauté. 
Si l’on se rend à Canala par La Foa, la route du col d’Amieu circule quant à elle dans les deux sens. Elle passe à proximité des sources thermales de La Crouen dont les eaux avoisinent de 40° et dont les vertus étaient autrefois recommandées pour lutter contre les maladies des voies respiratoires, l’hypertension, l’asthme, les rhumatismes et les troubles respiratoires[réf. nécessaire].

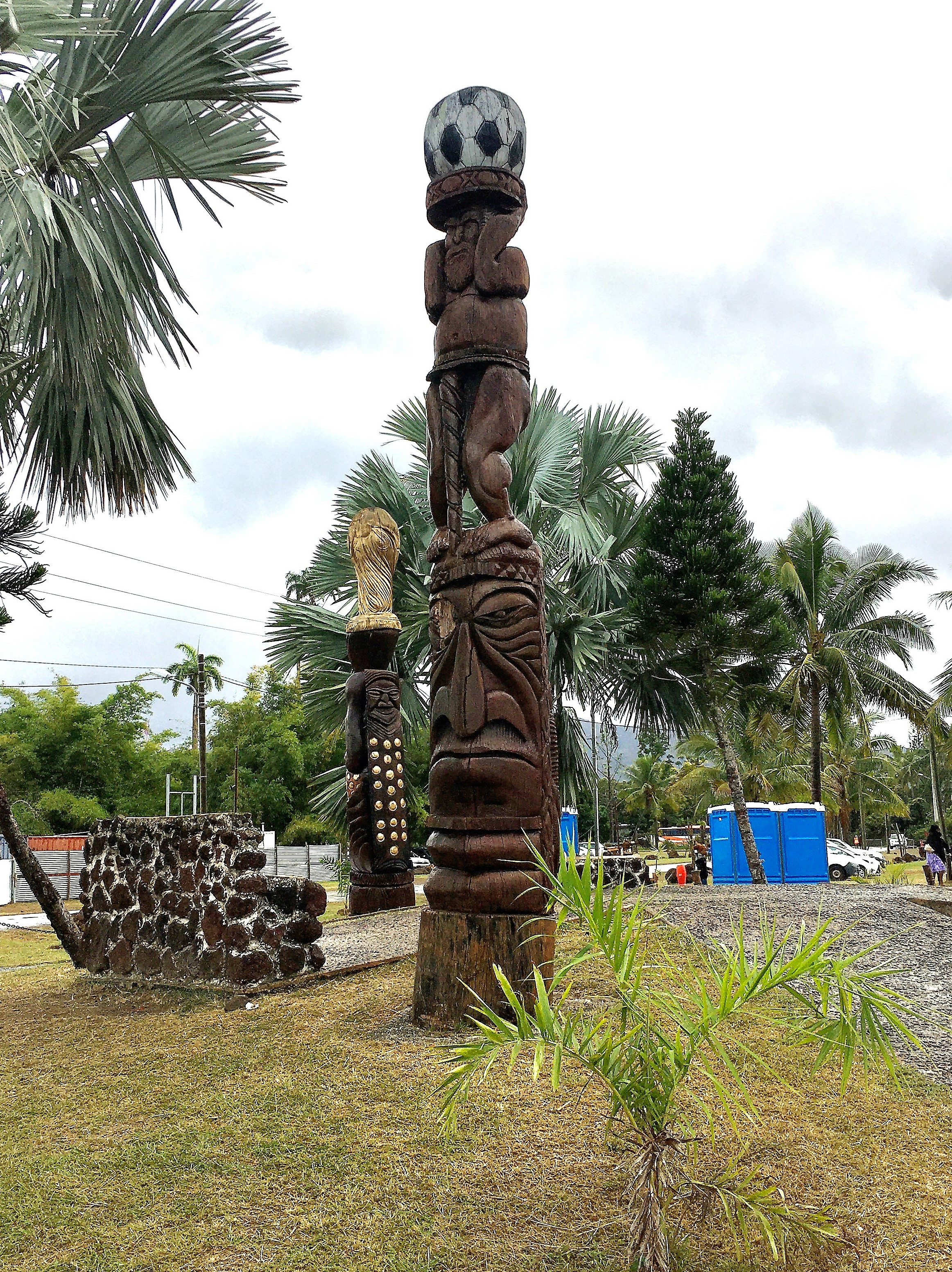
Totem à Canala.

Les communes limitrophes sont :
- côte est : Kouaoua, Thio ;
- côte ouest : La Foa, Sarraméa.

## Histoire
Le 15 mai 1854, Tardy de Montravel reçoit la soumission (ou l'acceptation forcée) du chef de Kanala, Aliki Kai.
Dès janvier 1855, lors de son inspection, le gouverneur Eugène du Rouzet apprécie le site, le port, le mouillage, l'abri côtier, la situation des cultures, l'eau douce en quantité, la population. Il envisage d'y créer un établissement militaire français. Le chef de Kanala, Kay, ou Aliki Kai, ou Apupia, reconnaît la domination française, mais reste sous l'influence des santaliers. Sa tribu dispose d'un millier de fusils (dont 300 fournis par l'auxiliaire Oliver), qui lui ont permis de soumettre Nakety, Kouaoua, et diverses tribus de l'intérieur.
Canala a d'abord été nommée Napoléonville. Montravel, séduit par cette localité au potentiel de développement économique important, voulait en faire la capitale de la Nouvelle-Calédonie.
Les Mines d'antimoine de Nakety sont découvertes dans la région en 1876 et exploitées dès 1879 mais à plus grande échelle seulement en 1882.
Lors de la grande révolte kanak de 1878, le lieutenant-de-vaisseau Senan parvient à rallier le chef Gélima, le chef politique Kaké (fils de Aliki-Kai) et son chef de guerre Nondo. La participation des Canaliens a été essentielle pour la résolution militaire du conflit. Dès le premier combat, Nondo est blessé, et un petit-fils de Gélima, Iriwa, est tué. Mais tous les membres des tribus ne sont pas de l'avis de leurs chefs, cette traîtrise, et pensent aux dépouilles des blancs.
Au début des années 1980, Canala, alors redoutable fief indépendantiste, a pris une part importante pendant les événements menés par [[Eloi Machoro|Eloi Machoro[réf. nécessaire]]].
Aujourd’hui, Canala est une commune liée à l’activité du nickel : Nakéty, Boakaine.

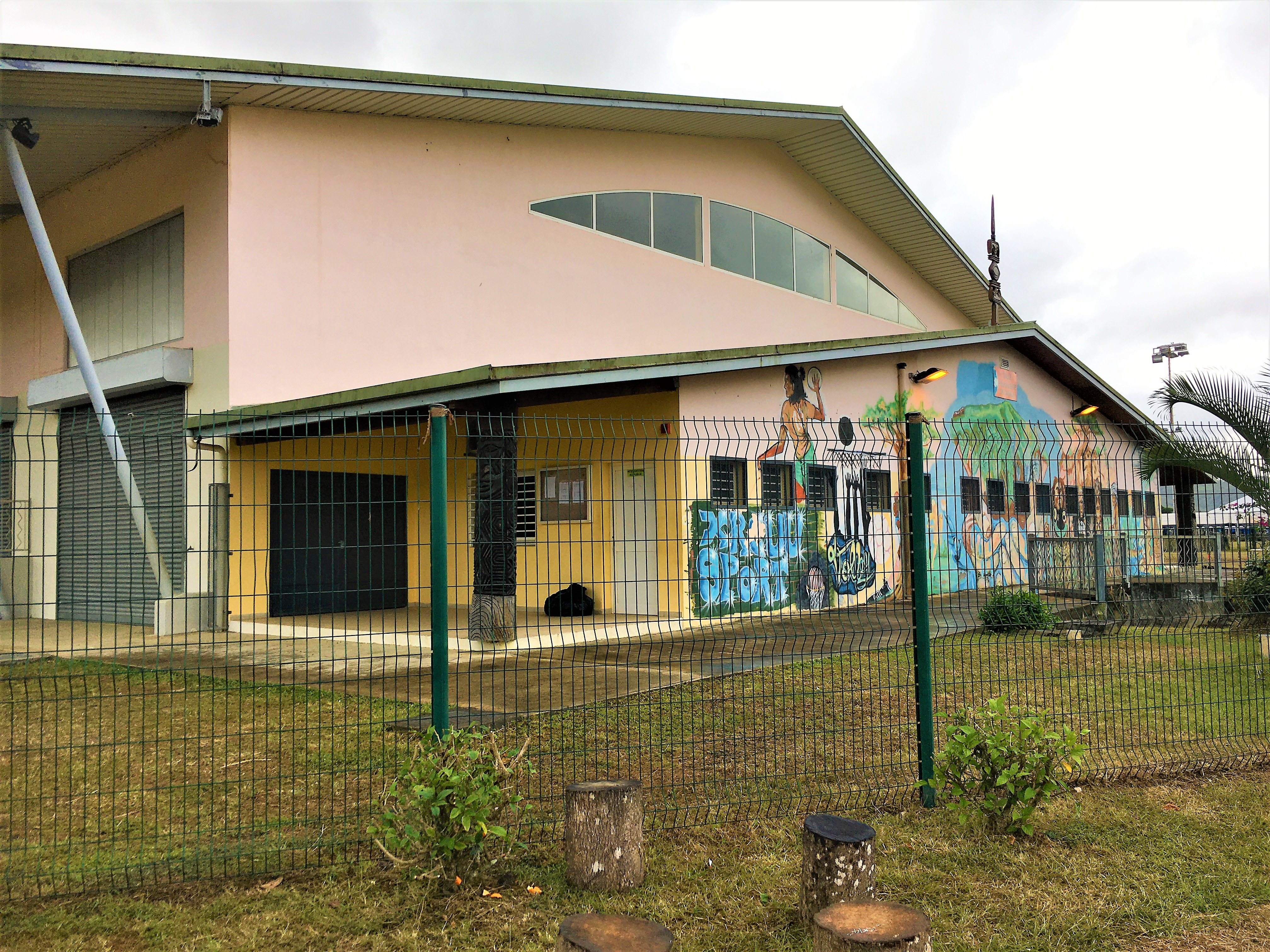
Salle polyvalente de Canala.

## Administration
| Période                                  | Période  | Identité         | Étiquette                   | Qualité                                                                              |
| ---------------------------------------- | -------- | ---------------- | --------------------------- | ------------------------------------------------------------------------------------ |
| Les données manquantes sont à compléter. |          |                  |                             |                                                                                      |
| 1961                                     | 1978     | Émile Nechero    | UC                          |                                                                                      |
| 1978                                     | 1989     | Maxime Karembeu  | UC puis FI-UC puis FLNKS-UC |                                                                                      |
| 1989                                     | 1995     | Léopold Jorédié  | FLNKS-UC                    | Ancien président de la Province Nord                                                 |

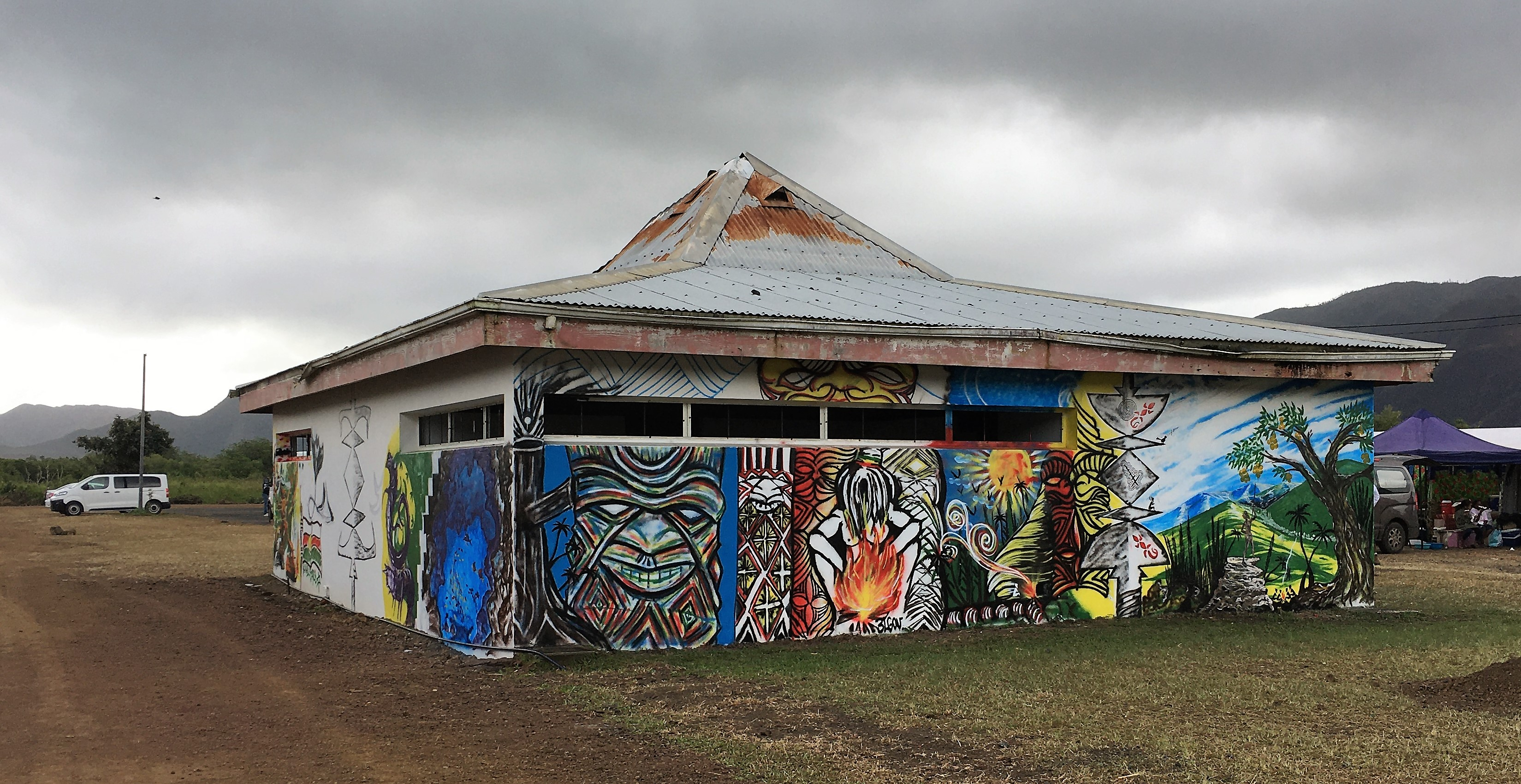
Bâtiment à Canala servant de support de street art.

| 1995                                     | 2001     | Gustave Kataoui  | Entente communale           | Grand-chef de Canala                                                                 |
| 2001                                     | En cours | Gilbert Tyuienon | FLNKS-UC                    | 1er vice-président de la Province Nord puis du Gouvernement de la Nouvelle-Calédonie |

## Démographie
L'évolution du nombre d'habitants est connue à travers les recensements de la population effectués dans la commune depuis 1956. À partir de 2006, les populations légales des communes sont publiées annuellement par l'Insee, mais la loi relative à la démocratie de proximité du 27 février 2002 a, dans ses articles consacrés au recensement de la population, instauré des recensements de la population tous les cinq ans en Nouvelle-Calédonie, en Polynésie française, à Mayotte et dans les îles Wallis-et-Futuna, ce qui n’était pas le cas auparavant. Ce recensement se fait en liaison avec l'Institut de la statistique et des études économiques (ISEE), institut de la statistique de la Nouvelle-Calédonie. Pour la commune, le premier recensement exhaustif entrant dans le cadre du nouveau dispositif a été réalisé en 2004, les précédents recensements ont eu lieu en 1996, 1989, 1983, 1976, 1969, 1963 et 1956.
En 2019, la commune comptait 3 701 habitants, en augmentation de 0,38 % par rapport à 2014 (Nouvelle-Calédonie : +0,98 %).
| 1956  | 1963  | 1969  | 1976  | 1983  | 1989  | 1996  | 2004  | 2009  |
| ----- | ----- | ----- | ----- | ----- | ----- | ----- | ----- | ----- |
| 2 816 | 3 097 | 3 559 | 3 884 | 3 842 | 2 907 | 3 374 | 3 512 | 3 341 |

| 2014  | 2019  | - | - | - | - | - | - | - |
| ----- | ----- | - | - | - | - | - | - | - |
| 3 687 | 3 701 | - | - | - | - | - | - | - |

## Économie

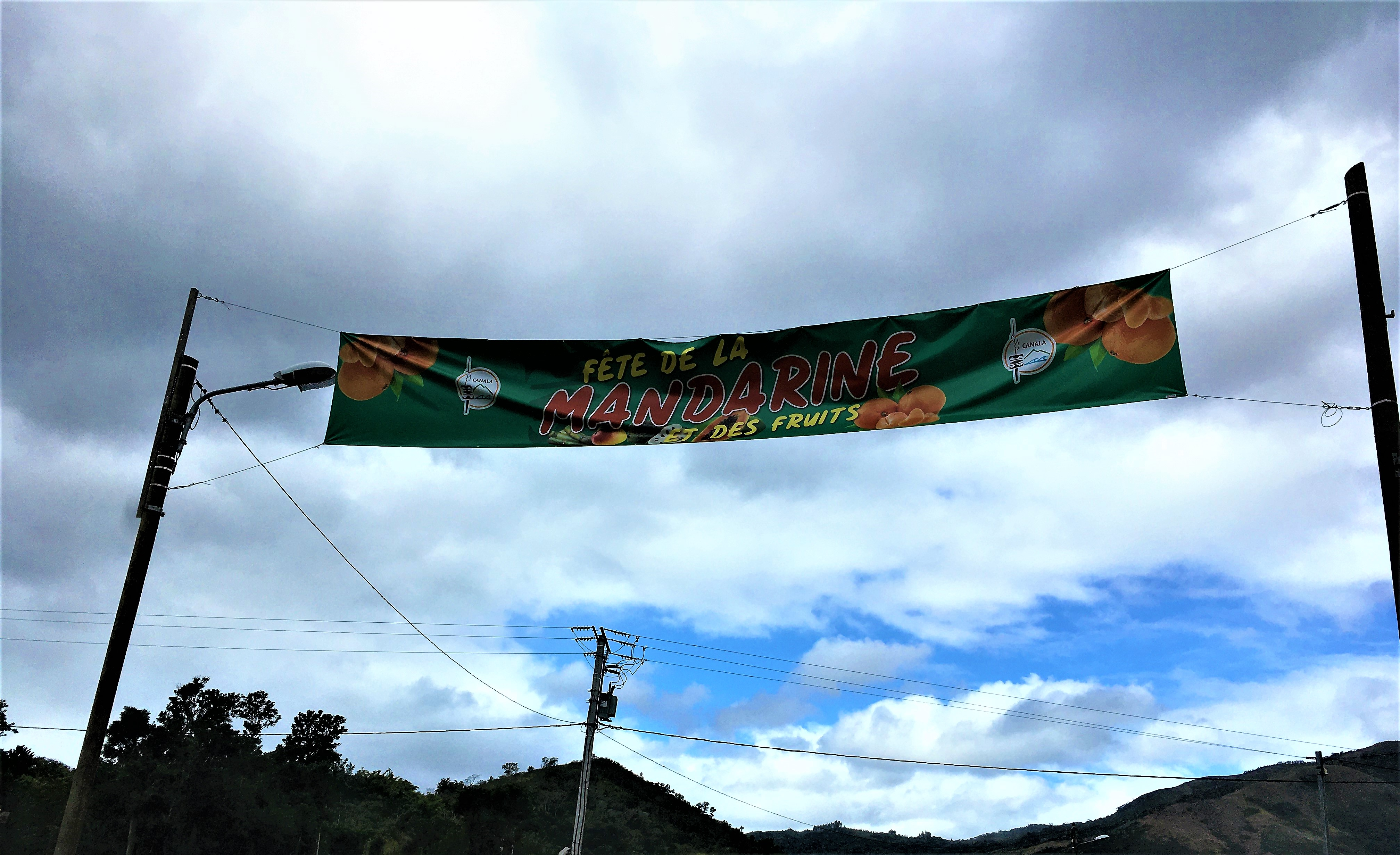
Banderole de la fête de la mandarine et des fruits.

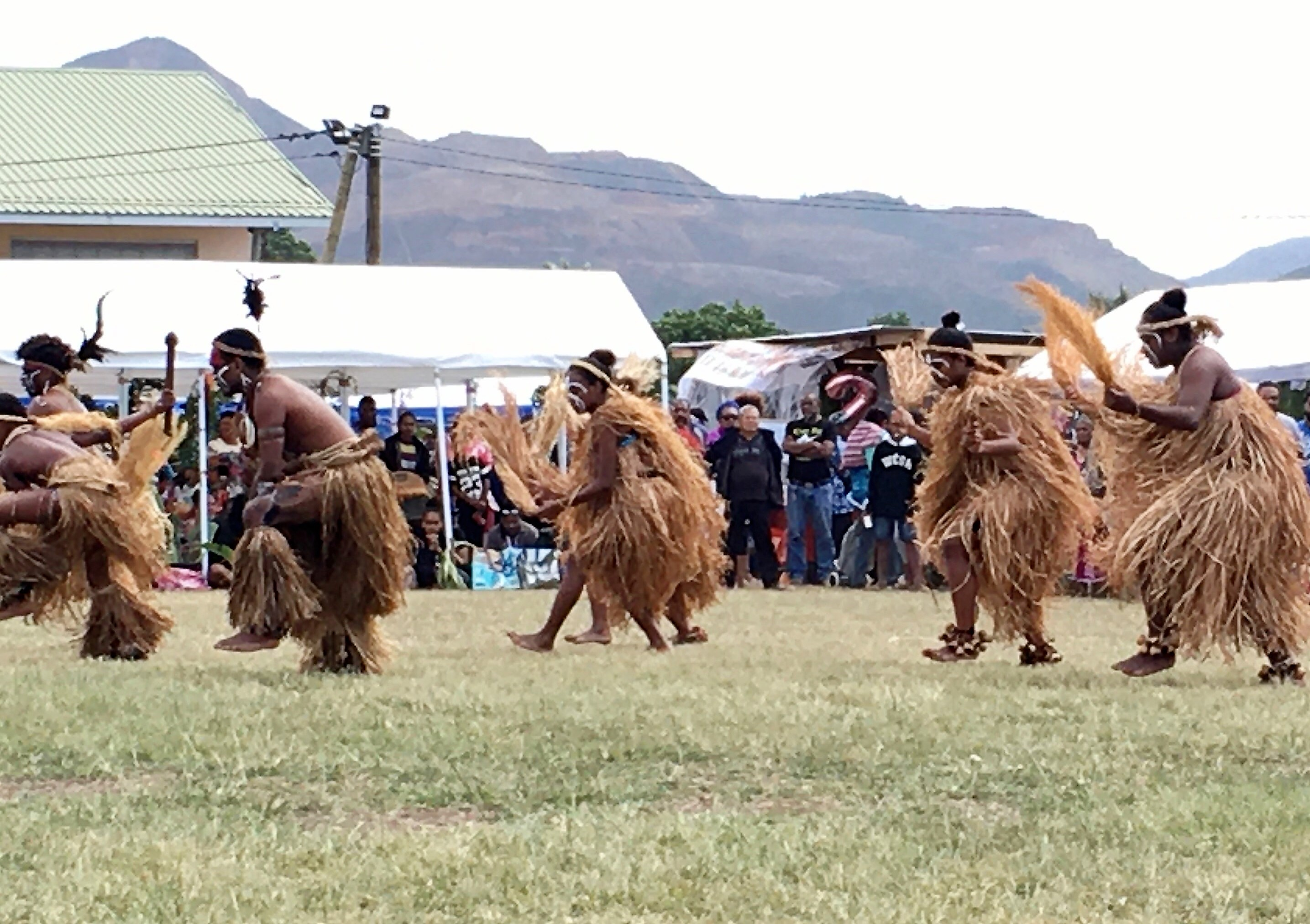
Spectacle de danse à l'occasion de la fête de la mandarine et des fruits.

Après avoir prospéré grâce aux sources thermales de La Crouen, Canala a cherché à réhabiliter le site thermal, sans succès faute d'entente entre les tribus concernées.
La commune comporte actuellement 3 mines en activité.
Elle développe depuis plusieurs années[Quand ?] des activités : 
- agricoles (OGAF) : ananas, letchi, igname, mandarine, chouchoute, citrouille,
- artisanales : tressage, vannerie, sculpture,
- touristiques : gîtes, accueil chez l'habitant et en tribu[5], randonnées, aquarando, kayak, canyoning, randonnée palmée...

## Animations
- marché du matin, le vendredi,
- fête du taro d'eau, en juin,
- fête de la mandarine et des fruits, en juillet, avec plusieurs milliers de visiteurs,
- fête de la musique, en juillet,
- marché de la mer en août,
- fête de la citrouille et de la chouchoute, en septembre,
- fête du Patrimoine, en octobre,
- autres fêtes de villages.

## Lieux et monuments
- baie de Canala, activités nautiques, point de vue depuis le Pic des Morts, plages, les Trois Frères,
- baie de Nakéty, plage, cascade de Ciu,
- Négropo, aire de repos et de baignade,
- plage de Saint-Pol,
- îlots : Nani, Gou,
- source thermale de La Crouen, considérée par les gens de la vallée de la Négropo comme une émanation du dieu Apubwakwè ( maître de la montagne en nââ Xârâcùù ), donc lieu sacré[réf. nécessaire],
- église de mission : Canala, Nakéty,
  - Église Sainte-Thérèse de Mission Sainte-Marie.
  - Église Saint-Pierre-et-Saint-Paul de Nakety.
  - Chapelle de Nakety.
- maison des artistes,
- tombe de Marcel Nonnaro (à Mia),
- tombe d'Eloi Machoro, à Nakéty,
- pétroglyphes : Méhoué, Ouassé, Ghio,
- séminaire, créé en 1931, transféré à Païta en 1946, devenu préparation au séminaire, accueillant des enfants de 7 à 11 ans, dont Jean-Marie Tjibaou, Eloi Machoro, François Burck, Gérard Leymang, Vincent Boulekone, etc.

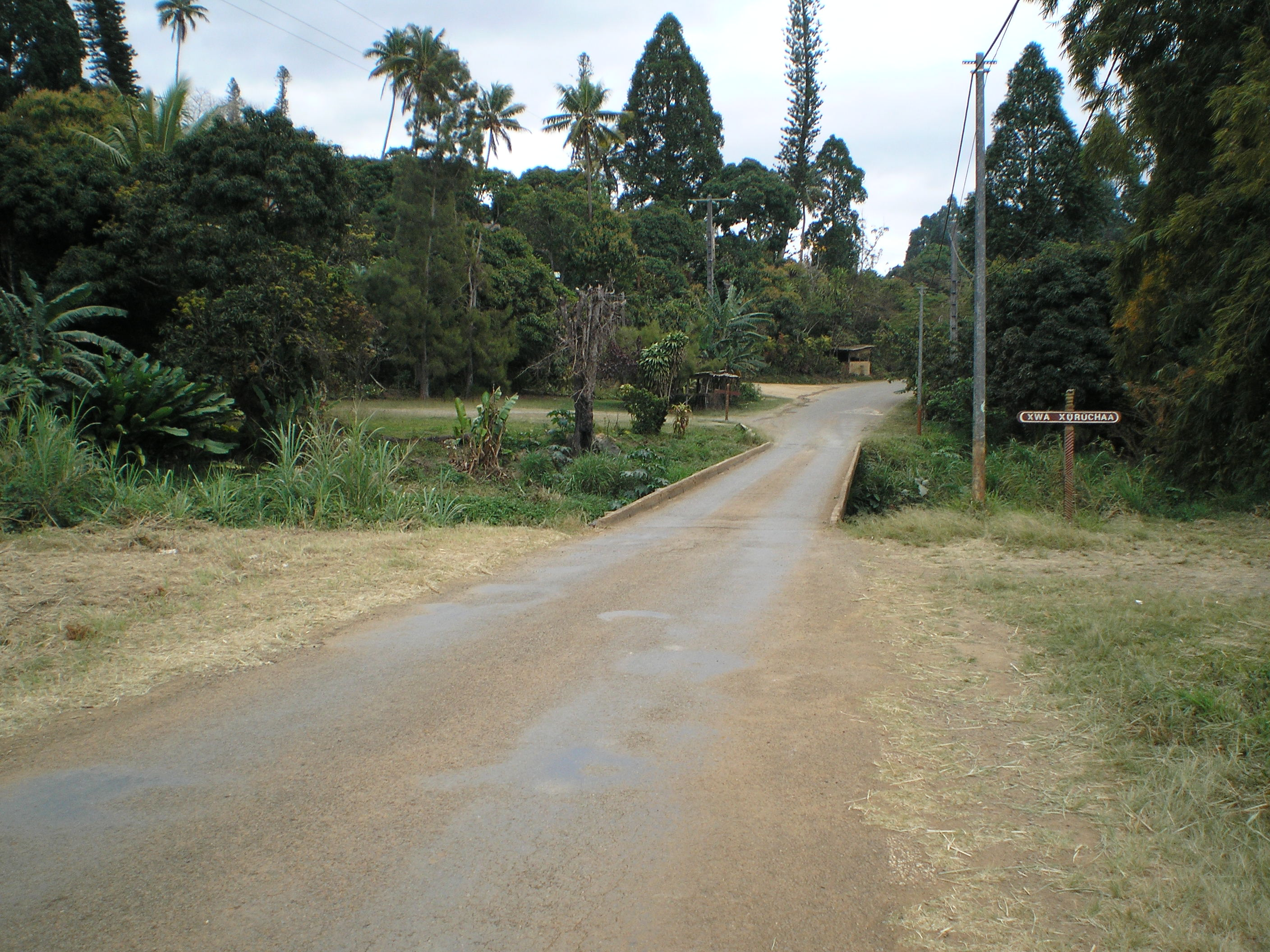
Pont Gelima.

## Sud: repères, RP10 Thio - Canala RPN3
- commune de Thio (Cöö)
  - village de Thio,
  - vallée, rive droite, Saint-Paul (Chau), Saint-Michel (Bwé Kényi), Saint-Pierre (Pwimuru), Saint-Maurice, pic Ningua, réserve botanique de la forêt de Saille,
    - RP4, transversale, col de Nessirah, vers le col de Bouloupari, la côte ouest, Nouméa,

  - pont sur la Thio,
  - vallée, rive gauche, RM4, CR 11, CR 6 : vallée de la Fanama, Ouindo (Wiô), trou d'eau chaude,
  - Vieille fonderie de Côô (Thio),
  - Le Plateau, mine (visite écoresponsable), musée, circuit historique,
  - RM3, Ouroué (Urué), ancienne fonderie, plage,
  - CR 14,
  - Route à horaire, unique en Grande -Terre, vallée de la  Dothio panorama, Pic de l'Enclume,
  - Col de Pétchécara (Petchekara),
- commune de Canala
  - Koumendi, Tenda,
  - Ného, Ouassé (Téê) (pétroglyphes, tumulus), baie de Nakéty,
  - vallée de la Nakéty, église, baie, plage, wharf, cascade de Ciu, tombe d'Éloi Machoro,
  - îlot Nani, baie de Pain,
  - presqu'île Bogota, plateau de Bogota, Ouassé (plage de sable noir), lac bleu ou lac noir, pétroglyphes,
  - Gélima, chemin balisé de Haut-Gélima,
  - Parahoui,
  - vers Kuiné, Mia, plateau de Mia, tarodières irriguées,
  - Canala, baie, aérodrome...
- commune de Kouaoua (Kaa Wi Paa)

## Nord: repères, RPN 3 entre Canala et Kouaoua
- commune de Thio (Cöö) (Province Sud)
- commune de Canala
  - Nakéty, baie de Nakéty,
  - Ouassé
  - Canala, baie, cap Dumoulin, cap Bégat (nord),
  - Nigou, Méhoué, Nonhoué, Boakaine,
  - vallée de la Négropo, Mérénémé,
  - vallée de la Crouen, ancienne station thermale, sources d'eau chaude sulfureuse, vers Nanon, Kénérou, Haouli (Xêwîrî), Emma (Amââ), Bouérou,
  - pont sur la Négropo, vers Koh,
  - route secondaire, vallée, bifurcation vers Canala  et La Foa, par le col d'Amieu, cascade de Koh,
- commune de Kouaoua (Kaa Wi Paa)
  - vallée de Kouaoua, Méa-Mébara, mine, tapis roulant / serpentine, Wabe, Konoé-Chaboué,
  - Kouaoua (Kaa wi Paa), baie de Kouaoua, port minéralier, Wénéé,
  - Kua (Wa), baie de Kua,
- commune de Houaïlou (Waa Wi Luu)

## Tribus
- Aire coutumière Xaracuu nord
  - District Canala : Emma, Gélima, Haouli, Kuiné, Méhoué, Mérénémé, Mia-Ciu, Nakéty-Mission, Nanon-Kénérou, Nonhoué-Boakaine, Ouassé, Tenda Koumendi

## Personnalités
- XIXe siècle
  - Kaï Bwaxéa (1790c-1858), Grand Chef, pro-français,
  - Aliki-kaï, ou Apupai, grand chef,
  - Kakè Bwaxéa (Hwêsü) (1825c-1904), Grand Chef de Canala, fils d'Aliki-kaï,
  - Gélima (Nômè Jarimwâ), grand Chef,
  - Nôdo (Nondo), chef de guerre de Gélima,
  - Pita, fils de Gélima, chef de la délégation kanak du Village kanak de l'Exposition universelle de Paris de 1889[6],
  - R.P. Ameline (1832-1916),
  - R.P. Jacques Garnier (1834-1909),
  - R.P. Aubazac,
  - Sœurs Saint-François, Appolonie, Hélène, Callixte, Bérénice, Marguerite, Célestin, Madeleine, Geneviève, Marie-Étienne, Rébecca, Marie-Chanel, Lina…
- XXe siècle
  - François Luneau[7],[8] (1890-1950), religieux catholique enseignant, chercheur, collectionneur, enseignant (et metteur en scène) au petit séminaire,
  - R.P. Jacques Loriot de Rouvray
  - Léopold Jorédié (1947-2013)[9],
  - Gustave Kataoui, Grand-chef,
  - Eloi Machoro, ministre de la sécurité du gouvernement provisoire de Kanaky (1945-1985)
  - Christian Karembeu, champion du monde de football en 1998 avec l'équipe de France
  - Gilbert Tyuienon, vice président du Gouvernement et maire depuis 2001 (UC-FLNKS)
  - Émile Néchéro, homme politique UNI-Palika, candidat aux élections sénatoriales de 2017
  - Caroline Machoro, femme politique indépendantiste kanak ( UC - FLNKS), membre de la province nord, ancienne conseillère municipale de Canala de 2001 à 2014, première vice-présidente du bureau du Congrès de la Nouvelle-Calédonie
  - Marie-Adèle Néchéro-Jorédié, ancienne directrice de l'école catholique de Canala, professeur de nââ Xârâcùù à l'école populaire kanak de Canala, auteure du dictionnaire de nââ Xârâcùù - Français en 1986 avec Claire Moyse-Faurie
  - Boniface Brukoa, homme politique kanak UC, deuxième maire de Le Mont-Dore (Nouvelle-Calédonie) de 1967 à 1977
  - Émile Néchéro, homme politique kanak, premier maire de Canala de 1961 à 1978
  - Marcel Nonnaro, militant indépendantiste, lieutenant d'Eloi Machoro
  - Yvon Kona, homme de culture originaire de la tribu de Nanon-Kénérou, collecteur du patrimoine oral kanak, président du sénat coutumier de 2021 à 2022, diffuseur de la tradition du tapa kanak